# Слобода (Старосельский сельсовет)
Слобода (бел. Слабада) — деревня в Старосельском сельсовете Рогачёвского района Гомельской области Беларуси.
Кругом лес.

## География

### Расположение
В 20 км на северо-запад от районного центра и железнодорожной станции Рогачёв (на линии Могилёв — Жлобин), 160 км от Гомеля.

## Транспортная сеть
Транспортные связи по просёлочной, затем автомобильной дороге Старое Село — Рогачёв. Планировка состоит из чуть изогнутой, почти меридиональной улицы, к которой на севере присоединяется участок широтной застройки. Жилые дома деревянные, усадебного типа.

## История
Известна с начала XIX века как населенная шляхтой Слобода Радомысль, которая располагалась на землях, принадлежавших Озеранскому монастырю регулярных каноников. В 1842 г., после упразднения монастыря, земли переданы казне, на которой продолжала проживать мелкая шляхта: Галиновские, Тихоновичи (Цехановичи) Толкачи, Ясенецкие и некоторые другие. Позднее часть названия Радомысль отпала, и деревня фиксируется в документах как Слобода в составе Рогачевского уезда Могилевской губернии, а позднее - Рогачевского района Гомельской области.
В 1931 году организован колхоз. Во время Великой Отечественной войны деревенская подпольная группа (руководитель А. А. Коновалова) передала партизанам 2 ручных пулемета, 2 винтовки, 12 гранат. 12 жителей присоединились к партизанскому отряду. В феврале 1944 года оккупанты сожгли деревню. В боях за деревню и окрестности погибли 68 советских солдат (похоронены в братской могиле, в 4 км на север от деревни). 15 жителей погибли на фронте. Согласно переписи 1959 года в составе подсобного хозяйства районного объединения «Сельхозхимия» (центр — деревня Станьков).

## Население

### Численность
- 2004 год — 5 хозяйств, 7 жителей.

### Динамика
- 1816 год — 18 дворов 93 жителя.
- 1886 год — 24 двора, 97 жителей.
- 1940 год — 60 дворов 298 жителей.
- 1959 год — 156 жителей (согласно переписи).
- 2004 год — 5 хозяйств, 7 жителей.
- 2015 год — 1 житель (Калиновский Николай Григорьевич).
- 2017 году в июле  умер последний житель деревни.